# 豪蘭 (緬因州)
豪蘭（英語：Howland）是一個位於美國緬因州佩諾布斯科特縣的鎮。

## 人口
根據2020年美國人口普查的數據，豪蘭的面積為92.66平方千米，當中陸地面積為90.44平方千米，而水域面積為1.81平方千米。當地共有人口1094人，而人口密度為每平方千米12人。